# Hirofumi Matsuda
Pour les articles homonymes, voir Matsuda.
Hirofumi Matsuda (松田博文, Matsuda Hirofumi), né le 31 août 1943, est un judoka japonais. 
Il est sacré champion du monde en 1965 à Paris en catégorie des moins de 68 kg avant d'être vice-champion du monde des moins de 63 kg en 1967 à Salt Lake City.